# Kościół św. Jadwigi w Ziemięcicach
Kościół św. Jadwigi w Ziemięcicach – rzymskokatolicki kościół parafialny znajdujący się w Ziemięcicach, w dekanacie Pyskowice, w diecezji gliwickiej.

## Historia
Został wzniesiony w latach 1926–1927 według projektu architekta Theodora Ehla z Bytomia.
Jest murowany, trójnawowy z transeptem, nakryty stropem beczkowym, z zachowanym we wnętrzu wyposażeniem późnobarokowo-rokokowym, przeniesionym z opuszczonego starego kościoła.
Świątynia została poświęcona 6 czerwca 1927 przez kard. Adolfa Bertrama z Wrocławia.
Polichromia została wykonana w latach 1949–1950 przez malarza Wincenta Mrzygłoda z Nysy.
Renowacja kościoła w 1974 roku zmieniła jego wygląd. Zbudowano nowy ołtarz i umieszczono w nim relikwie św. Jadwigi.
Kolejny remont miał miejsce w 2005 roku.